# Rocky Agusta
Riccardo „Rocky” Giovanni Agusta (ur. 21 października 1950 roku w Mediolanie, zm. 10 stycznia 2018 w Sankt Moritz) – włoski kierowca wyścigowy.

## Kariera
Agusta rozpoczął karierę w wyścigach samochodowych w 1993 roku od startów w klasie GT 24-godzinnego wyścigu Le Mans, gdzie uplasował się na ósmej pozycji. W późniejszych latach Włoch pojawiał się także w stawce Global GT Championship, 24-godzinnego wyścigu Daytona, Le Mans Endurance Series oraz FIA GT Championship.